# ジョージ・ボベル
ジョージ・ボベル（George Bovell, 1983年7月18日 - ）は、トリニダード・トバゴの競泳選手。
2004年アテネ五輪の水泳男子個人メドレー200メートルの銅メダリスト。彼はトリニダード・トバゴ人で9人目のオリンピックメダリスト。彼がもたらした銅メダルはトリニダード・トバゴにとって12個目のオリンピックメダルとなった。また、この銅メダルはトリニダード・トバゴにとって2004年アテネ五輪の唯一のメダルだった。
2004年アテネ五輪の水泳男子個人メドレー200メートル決勝の1位はマイケル・フェルプス（アメリカ）、2位はライアン・ロクテ（アメリカ）。ジョージ・ボベルは彼らに次ぐ3位だった。彼らのタイムはそれぞれ、1分57秒14、1分58秒78、1分58秒80だった。
2008年北京オリンピックの開会式では、トリニダード・トバゴ選手団の旗手を務めた。